# Kundenlaufstudie
Eine Kundenlaufstudie (auch Kundenlaufanalyse) ist eine Untersuchungsart in der Handelsbetriebslehre. Dabei wird festgestellt, wohin Kunden innerhalb der Verkaufsflächen eines Einzelhandelsgeschäfts laufen und wie lange sie an welchem Ort verweilen. Dies kann mit Videoaufzeichnung geschehen, unter Umständen gefolgt von einer Kundenbefragung bei Verlassen des Geschäftes.
Bei Datenerhebung per Videoaufzeichnung werden üblicherweise die Bildsignale aus ohnehin installierten Überwachungskameras mittels spezieller Software ausgewertet. Besonders spezialisierte Systeme erlauben die Übergabe von per Gesichtserkennung identifizierten Kunden von einer Kameraperspektive zur nächsten, was ein Stitching der Kundenwege erlaubt. Eine andere Form der Erhebung nutzt die Ortung von Handys der Kunden mittels WiFi. Die gebräuchlichste Form der Auswertung ist dann die Heatmap.
So wird festgestellt, welche Verkaufsbereiche stark und welche schwach frequentiert werden, was für die Verkaufssteuerung relevant ist. Mit Methoden des Merchandising und der Artikelplatzierung sowie der Warenlegung kann eine Verbesserung der Frequenz erzielt werden kann. Weiter kann der Kundenlauf durch das Layout des Ladens und damit der möglichen Gangwege beeinflusst werden.
Generell tendieren Kunden dazu:
- die Verkaufsfläche im gegenläufigen Uhrzeigersinn zu begehen[5]
- sich innerhalb des Ganges nach rechts zu orientieren, einschließlich der Blickrichtung[6]
- die Außengänge des Geschäfts gegenüber den inneren Flächen zu bevorzugen[6]
- Kehrtwendungen zu vermeiden[5]
- ihre Geschwindigkeit zu variieren – zuerst schnell, dann langsamer, bis zur Kasse wieder schnell[6]
- Geschosse über oder unter der Ebene des Eingangs zu vermeiden[5]